# Rue Paul-Vaillant-Couturier (Nanterre)
Pour les articles homonymes, voir Rue Paul-Vaillant-Couturier.
La rue Paul-Vaillant-Couturier est une voie publique de la commune de Nanterre, dans le département français des Hauts-de-Seine.

## Situation et accès
Cette rue forme notamment le départ de la route des Fusillés-de-la-Résistance.

## Origine du nom

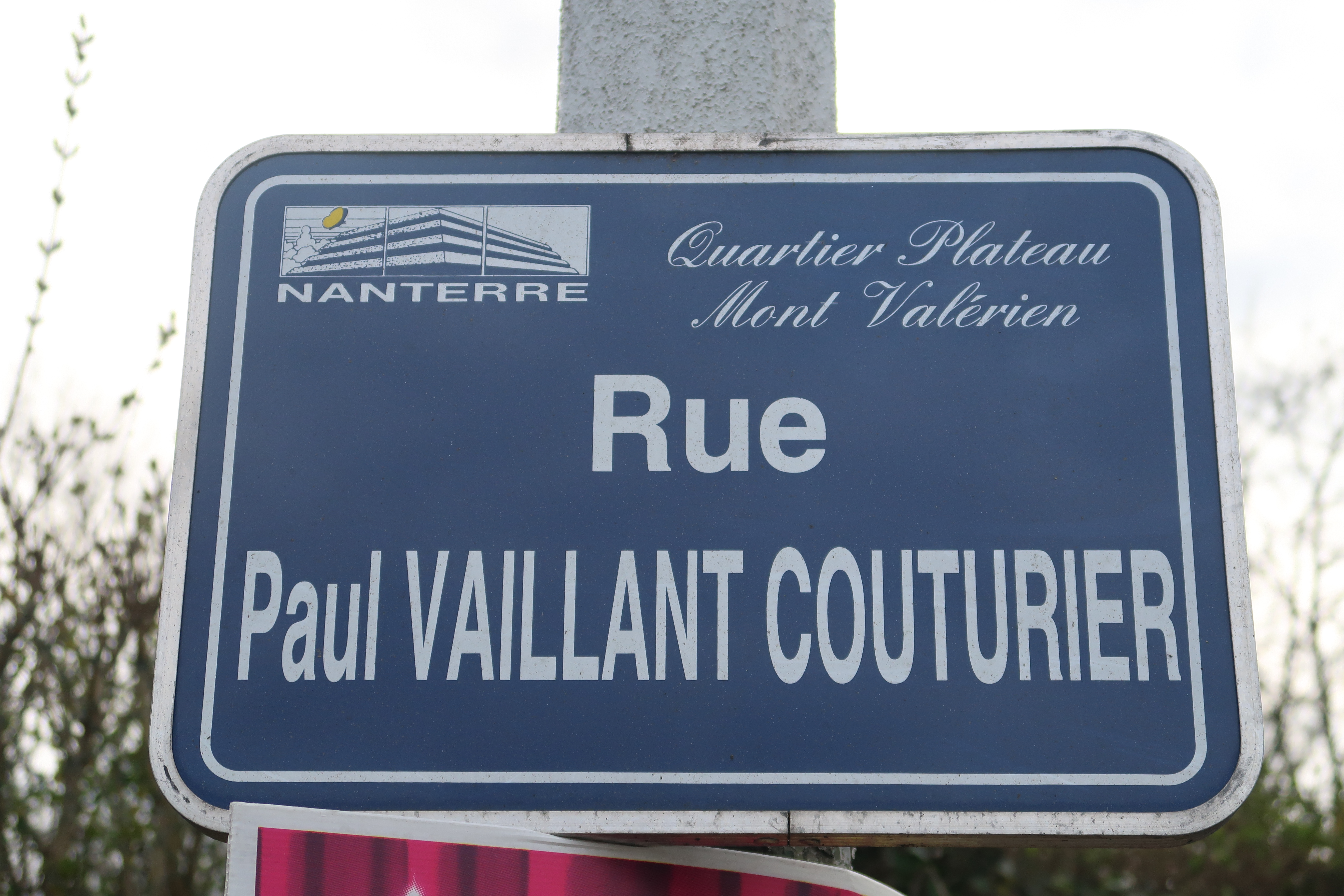
La rue Paul-Vaillant-Couturier.

Elle rend hommage à Paul Vaillant-Couturier, (1892-1937), écrivain, journaliste et homme politique français, cofondateur du Parti communiste français.

## Historique
Cette voie de communication s'est tout d'abord appelée route du Calvaire puis route du Mont-Valérien. Une partie de la rue du Calvaire existe encore, et mène au cimetière du Mont-Valérien. Elle prend sa dénomination actuelle en 1937.

## Bâtiments remarquables et lieux de mémoire
- Ancienne chapelle Sainte-Bernadette[3],[4], construite en 1936 par l'architecte Charles Venner[5].
- Usine de production d'eau potable du Mont-Valérien.